# Henri-Frédéric Blanc
Pour les articles homonymes, voir Blanc (homonymie).
 (janvier 2025).
Henri-Frédéric Blanc est un poète, romancier et dramaturge français, né le 22 décembre 1954 à Marseille et mort le 23 janvier 2025,à Marseille. Il est aussi l'auteur de nouvelles et de pamphlets.

## Biographie
Henri-Fréderic Blanc est né le 22 décembre 1954 à Marseille, ville dans laquelle il est installé après avoir vécu à Aix-en-Provence. Il a fait ses études au Lycée Saint-Charles et puis, en 1972, il s'inscrit à la faculté de lettres de l'Université Aix-Marseille. En 1981, il y présente une thèse de doctorat. Cependant, optant pour rester à l'écart de l'académie, de l'enseignement et la recherche, il vit de nombreux petits métiers (guide touristique, libraire, caissier, veilleur de nuit, guetteur d'incendies...), afin de pouvoir consacrer son temps à l'écriture.  
Il publie son premier roman L'Empire du sommeil aux éditions Actes Sud en 1989. Ce roman sera traduit en anglais peu de temps après par Nina Rootes et publié à Londres par Secker and Warburg en 1992 comme The Empire of Sleep.  
Plus d'une trentaine d'ouvrages suivront dont certains ont été adaptés au théâtre (Nuit gravement au salut, Discours de réception du diable à l'Académie Française, Printemps dans un jardin des fous) ou portés à l'écran (Combat de fauves au crépuscule, Jeu de massacre, Le Dernier Survivant de Quatorze). Ses livres ont aussi été traduits dans d’autres langues comme le coréen, l'espagnol , le portugais, l'allemand, l'italien, entre d'autres.   
Selon Henri-Frédéric Blanc, on ne peut aimer la vie sans détester un monde qui se déshumanise à vue d’œil. Mais cette détestation se veut joyeuse, festive, carnavalesque : c'est par la « farce », omniprésente dans tous les ouvrages de l'auteur, que la vérité arrive. L'univers de Blanc a beau être très noir, le paradis y est revendiqué à chaque page.

## Style
Un de ses personnages les plus excentriques et lucides, Barnabé Cochin, se méfie des mots car ils forment un écran encombrant entre le monde et nous : « Les mots, je m’en méfie comme de la peste. Les briques du mur qui nous cache la réalité nue, voilà ce que sont les mots. »
Cependant, cela n’empêche pas que l’auteur marseillais soit friand des mots à tel point que  non seulement, il multiplie les jeux de mots pétillants, mais aussi qu’il n’hésite pas à en inventer. 
Il ne serait pas étonnant que ce prolifique auteur à la verve endiablée soit de l’avis de Cochin ou encore de Jean Babaye, un autre de ses personnages, poète marseillais et ivrogne dont la plus grande œuvre a été le silence. Mais Henri-Fréderic Blanc, écrivain satirique et rabelaisien, aime les mots qui secouent, qui dérangent, qui réveillent de la torpeur de l’habitude. Avec des mots tranchants, il scie les langues de bois qui, à force de dissimuler, deviennent elles-mêmes une simulation de la réalité. Avec des mots explosifs, il mine le tapage académique qui étiquette, uniformise et exclut. Les parlers locaux, les identités régionales, par exemple, en ont souffert.    
Dans son travail littéraire, qui veut donner un nouveau souffle à une littérature figée dans ses habitudes esthétiques, il s’est tourné vers la richesse linguistique de sa région, comme l’indique Olivier Boura dans son Dictionnaire des écrivains marseillais, dans un article sur Blanc : « Il s’attachera à explorer les richesses de cette langue truffée d’idiolectes, à en expérimenter les possibilités infinies. » Cependant, il n’est pas un auteur régionaliste. Il ne supporte pas bien les -ismes qui tendent à établir des limites, limites qui font rétrécir les choses, comme quand les gens d’ailleurs — et aussi de l’intérieur — pensent que la France se réduit à Paris. 
Au contraire, il explore le parler marseillais dans ses œuvres pour montrer qu’il n’y a pas qu'une seule façon de parler. Avec ses cagoles, ses fainéants mystiques, ses fadas de quartier et ses truands, il entend revendiquer « la validité du barbarisme, du néologisme et du solécisme marseillais ». Ses textes donnent une voix à ceux qui souhaitent rester en marge ou à ceux qui ont été marginalisés.
Il traverse aisément les limites établies officiellement entre les genres littéraires. Dans ces romans et nouvelles, il interrompt souvent la narration pour s'adresser au lecteur, pour faire de longs commentaires sarcastiques sur des sujets sensibles, pour, en un mot, mettre le doigt dans la plaie. Beaucoup de ses poèmes sont des aphorismes très courts et incisifs, culmination d'une lutte acharnée pour se débarrasser des mots, instantané inspiré par une promenade, qui rivalisent avec le silence et volent sa magie à notre quotidienneté.
Talentueux parodiste, il réalise des pastiches hilarants d'un bon nombre d’œuvres devenues classiques, où les personnages, leurs actions et leurs discours partent en vrille. L'ordre établi par le canon littéraire, par ses discours et ses vérités, est renversé dans cette variation carnavalesque où tout est permis, où le n'importe quoi peut être plus vrai que les trucages de ce qui est apparemment raisonnable, où les folies du réel peuvent être franchement fustigées, où les registres peuvent être mélangés, où un individu quelconque peut devenir le héros, le modèle, le philosophe... Ainsi, Le Discours sur l'universalité de l'esprit marseillais (2005), évoque de manière burlesque et en déformant lucidement les choses De l'universalité de la langue française de Rivarol. Sidi (2006) est une réécriture marseillaise et contemporaine du Cid de Corneille.  Mémoires d'un singe savant (2009) renvoie à Kafka, Le Livre de Jobi (2010) au livre de l'Ancien Testament et Ainsi Parlait Frédo le Fada (2012) est une parodie à la fois du célèbre texte de Nietzsche et de livres de sagesse et de développement personnel.   

## Analyse
Écrivain satirique et baroque, il est un des chefs de file, avec l’écrivain Gilles Ascaride, de l’Overlittérature, un mouvement littéraire contestataire qui regroupe des textes sarcastiques et grotesques marqués par un « réalisme burlesque », selon ce qui est dit dans le blog officiel, pour donner une nouvelle respiration à la littérature française, étouffée à la fois par l'emphase creuse et le minimalisme, ainsi qu'il est indiqué dans une chronique sur un de ses livres les plus mordants Le Discours de réception du diable à l'Académie Française : « une littérature ronflante et minimaliste où les mots ne signifient rien, où toute idée est proscrite ; toute audace autre que tape à l’œil interdite. Une littérature de wagons-lits et de salle d'attente ».

## Œuvres
(à l’exception des traductions, articles, entretiens, pamphlets et opuscules divers parus dans des ouvrages, journaux ou revues)

### Romans
- L'Empire du sommeil, Actes Sud, 1989. Réédition : 1993. Traduction en anglais (Secker & Warburg, poche : Minerva), allemand, italien (Giunti et Ondoya), japonais, chinois, danois, turc, coréen
- Combat de fauves au crépuscule, Actes Sud, 1990 ; rééditions 1993 et 1997 ; rééditions Pocket, 1991 et 1997. Traduction en allemand, italien, japonais (Shinchosha), chinois (Crown Publishing Company, Taïwan), danois, turc, grec, portugais (Livros Horizonte), coréen (The Open Books Co). Adaptation cinématographique par Benoît Lamy, 1997, avec dans les rôles principaux Richard Bohringer et Ute Lemper. Adaptation cinématographique pirate turque par Mustafa Altioklar, 1999. Adaptations théâtrales.
- Jeu de massacre, Actes Sud, Pocket, 1993 Traduction en allemand chez Eichborn; chez Fischer. Traduction en italien chez Giunti. Traduction en turc chez Can. Adapté pour la télévision par Jean-Teddy Filippe, Arte, 1996. Adaptation théâtrale
- Démonomanie, Actes Sud, 1993 ; réédition, Pocket 1995. Traduction en allemand chez Fischer. Traduction en danois chez Gyldendal. Traduction en turc chez Can. Adaptation théâtrale.
- Le Lapin exterminateur, Titanic, 1994 ; réédition, Motifs, 1999. Traduction en allemand chez Fischer
- Nuit gravement au salut, Actes Sud, 1995 ; traduction allemande chez Fischer (adaptations théâtrales)
- Extrême-fiction, Actes Sud, 1997
- Cloaque, Fleuve noir, 1998 ; réédition, L'Écailler, 2007 ; traduction italienne chez Carta Canta
- Fenêtre sur jungle, Flammarion, 1999 (adaptation théâtrale)
- Écran noir, Flammarion, 2001
- Discours de réception du Diable à l'Académie française, Le Rocher, 2002
- Sous la dalle, Le Rocher, 2002 ; réédition, Motifs, 2005 (traduction espagnole chez La Fabrica)
- La Mécanique des anges, Le Rocher, 2004 ; réédition, Motifs, 2008
- Les Pourritures terrestres, Le Rocher, 2005
- L'Évadé du temps, Le Rocher, 2007
- La Théorie de la paella générale, éditions du Rocher, 2008
- Mémoires d'un singe savant, Le Fioupélan, 2009 (adaptation théâtrale)
- Le Livre de Jobi, Le Fioupélan, 2010 - Prix des Marseillais 2011
- Ainsi parlait Fredo Le Fada, Le Fioupélan, 2012
- Cagoles blues suivi de L'art d'aimer à Marseille, Le Fioupélan, 2014
- Banzaïoli !, Le Fioupélan, 2022

### Nouvelles, récits, monologues
- Le Dernier Survivant de quatorze, Le Rocher, 1999 (adaptation cinématographique par Jean-Marc Surcin, France 2, 2000 ; adaptations théâtrales)
- Extase terminale, in Noir comme Eros, La Bartavelle Éditeur, 2000
- 5397 in Bleu Blanc Sang, Fleuve noir, 2002 (adaptation cinématographique par Luis Fernandez)
- Le Plus Commun des mortels, in Meurtres sur un plateau, L'Écailler, 2003
- Printemps dans un jardin de fous, Le Rocher, 2004 (adaptation théâtrale)
- Mise au ban, L'Écailler, 2008
- Jean Babaye, des gros mots au grand silence, Revue des Archers, no 23, 2013

### Bande dessinée
- CQFD, Casterman, 2002 (dessins de Fabrice Avrit)[20]

### Théâtre
- Sidi, Titanic, 1997; Le Rocher, 2006
- Les Cochonks, Revue des Archers, no 18, 2010

### Poésie
- Cirque Univers, Titanic, 1998 - Prix Paul-Verlaine 1999

### Autres publications
- Discours de réception du Diable à l'Académie française, Le Rocher, 2002
- Discours sur l'universalité de l'esprit marseillais, L'Écailler, 2005
- L'Art d'aimer à Marseille, L'Écailler, 2006